# Cuisine égyptienne
La cuisine égyptienne désigne les plats et les pratiques culinaires de l'Égypte. Cuisine méditerranéenne, la cuisine égyptienne comprend de nombreux mets culinaires (boulettes de viande). Elle est issue d'influences issues de la cuisine levantine, la cuisine arabe, la cuisine copte et la cuisine de l'Égypte antique.

## Produits de base
La cuisine égyptienne repose principalement sur les légumes et les légumineuses, mais peut également inclure des viandes, le plus souvent du lapin et des volailles comme le pigeonneau, le poulet, le canard, la caille et l'oie. L'agneau et le bœuf sont couramment utilisés dans la cuisine égyptienne, notamment pour les grillades et dans divers ragoûts et plats traditionnels. La chèvre et le chameau sont également consommés, mais leur disponibilité est plus limitée dans tout le pays. Les abats sont également un aliment de rue populaire, souvent servi en sandwich. Le poisson et les fruits de mer sont largement consommés en Égypte, les régions côtières comme Alexandrie, Suez et Port-Saïd étant particulièrement réputées pour leur cuisine de fruits de mer. Le tilapia d'eau douce et le mulet sont les poissons les plus populaires du pays.

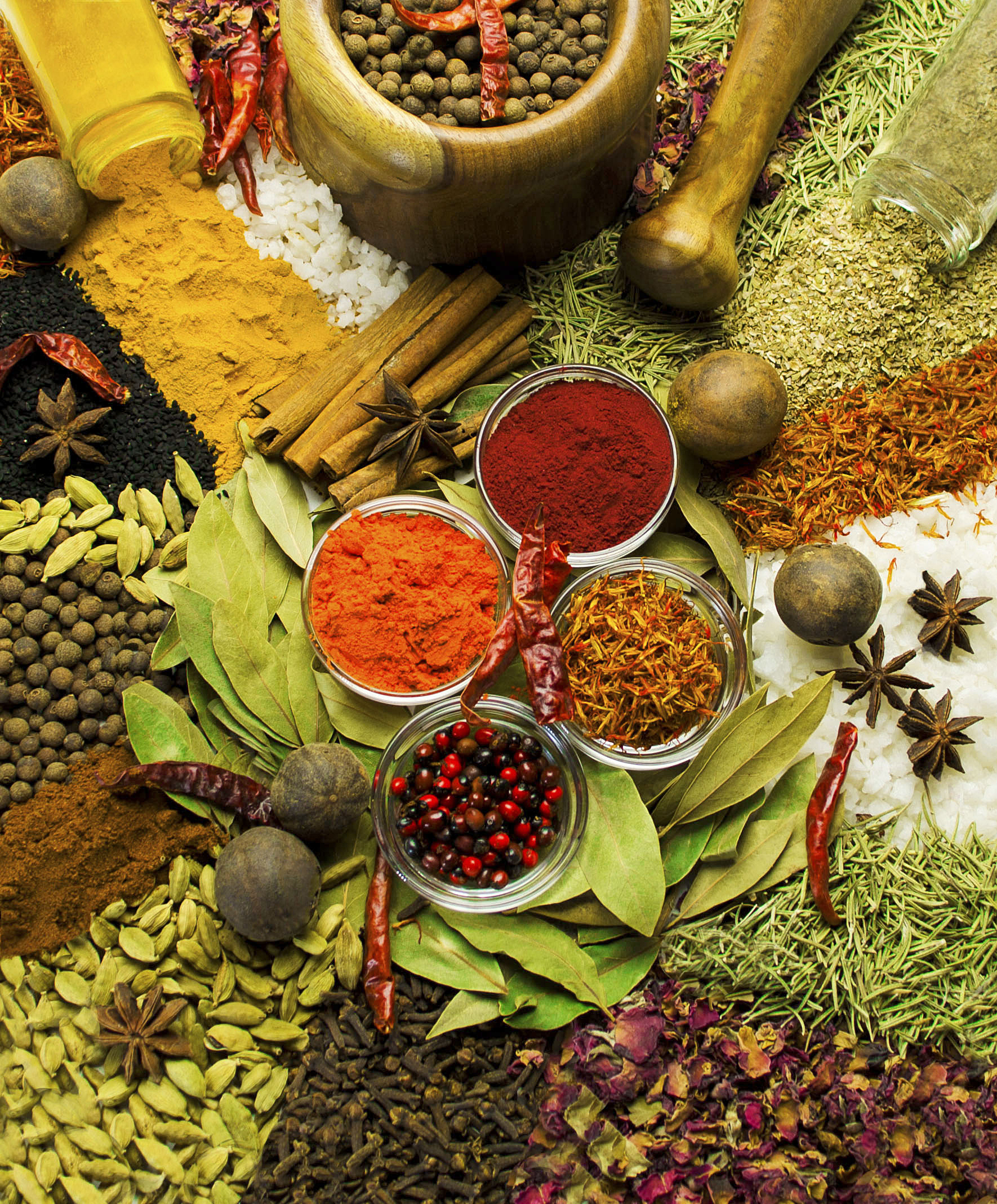
Épices
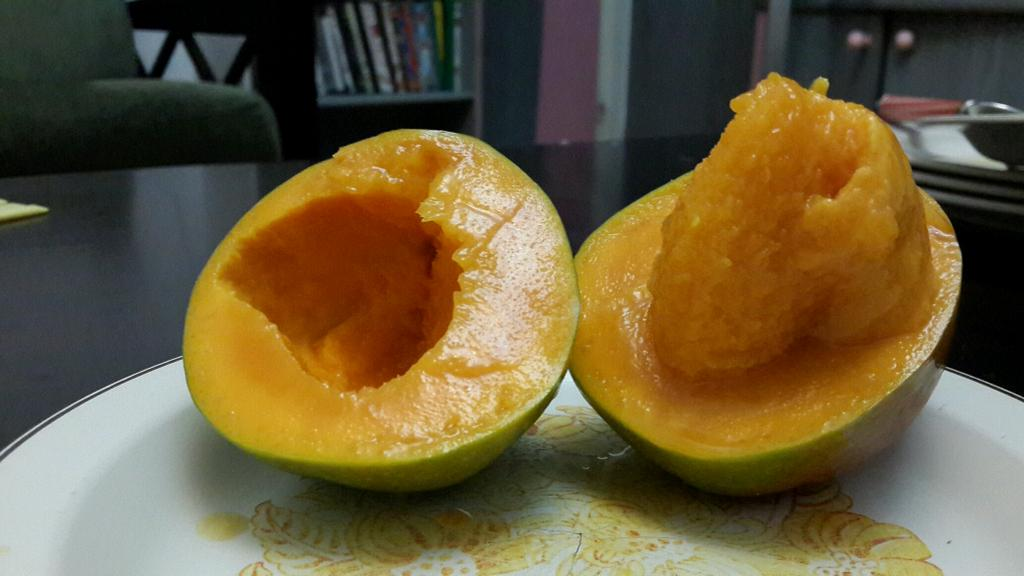
Mangue
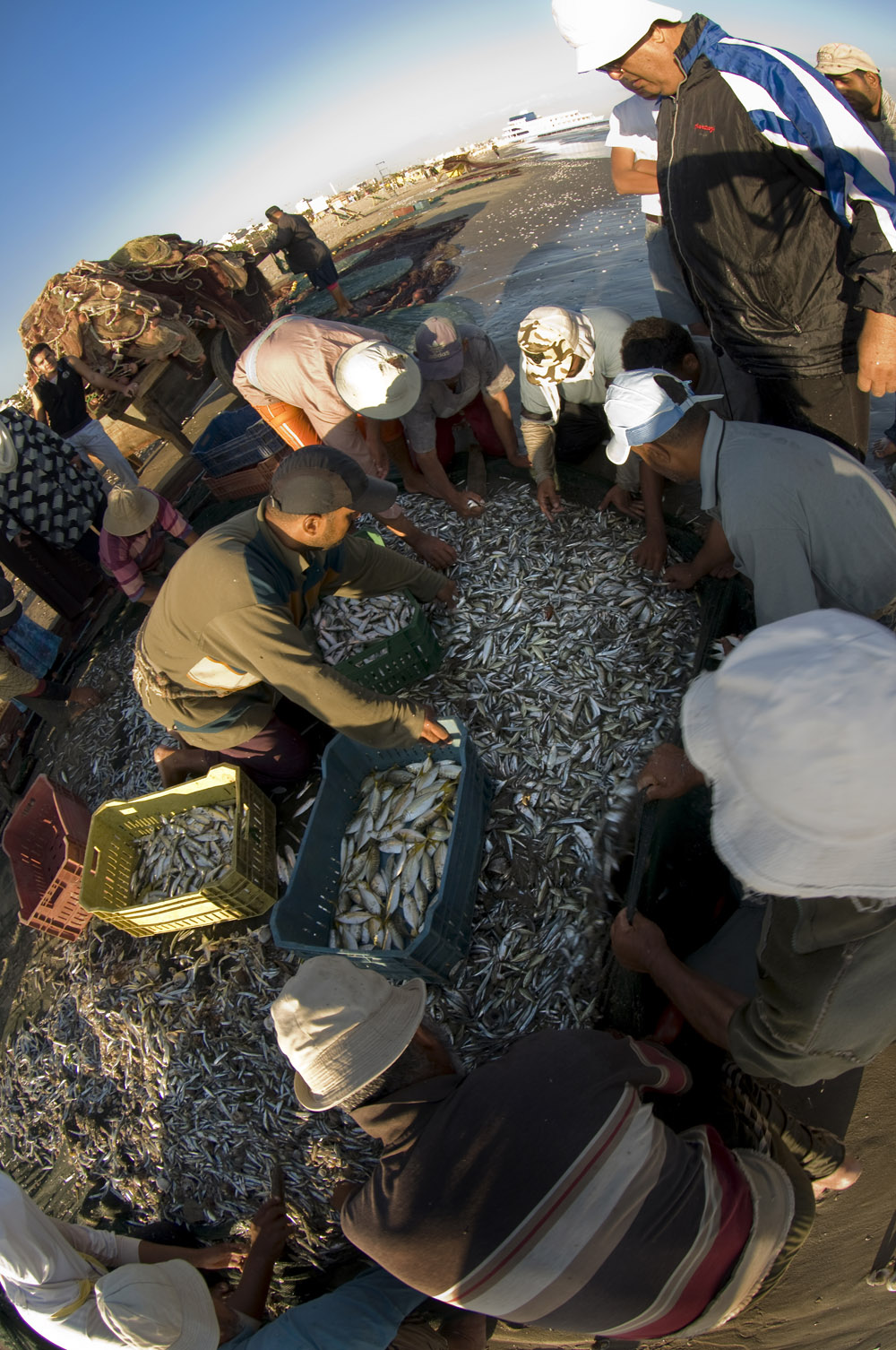
Produits de la pêche
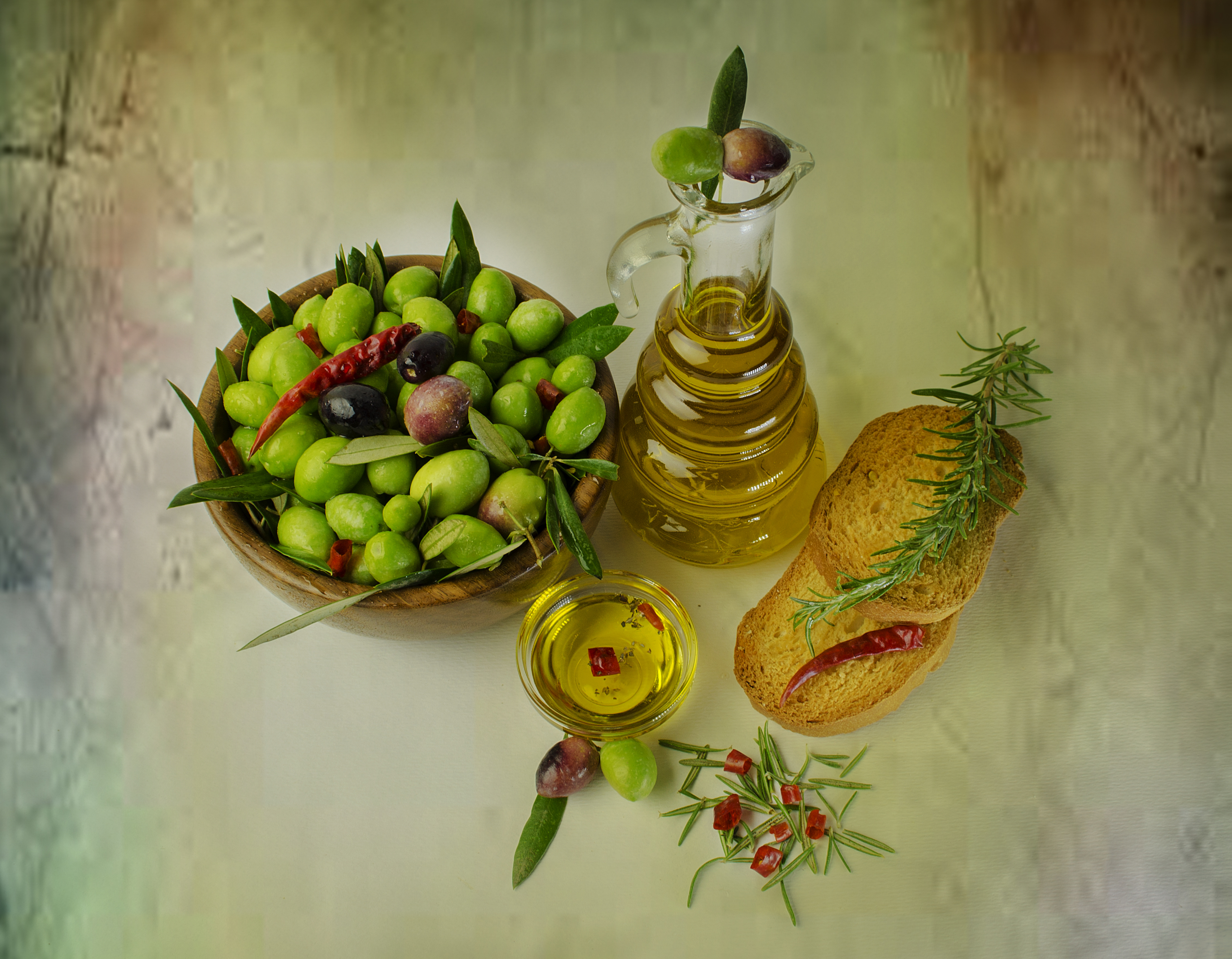
Huile d'olive

## Fromages
On pense que le fromage est originaire du Moyen-Orient. Deux jarres en albâtre découvertes à Saqqarah, datant de la première dynastie égyptienne, contenaient du fromage. Elles ont été placées dans la tombe vers 3 000 av. J.-C. Il s'agissait probablement de fromages frais coagulés à l'acide ou à la chaleur. Une tombe plus ancienne, celle du roi Hor-Aha, pourrait également avoir contenu du fromage qui, d'après les inscriptions hiéroglyphiques figurant sur les deux jarres, semble provenir de Haute et de Basse-Égypte. Ces pots sont similaires à ceux utilisés aujourd'hui pour la préparation du mish.

Les fromages comprennent le domiati (جبنه دمياطى), le plus consommé en Égypte,; le fromage Areesh (جبنه اريش) fabriqué à partir de laban rayeb; le fromage Rumi (جبنه رومى), une variété de fromage dur, salé et affiné qui appartient à la même famille que le Pecorino Romano et le Manchego.

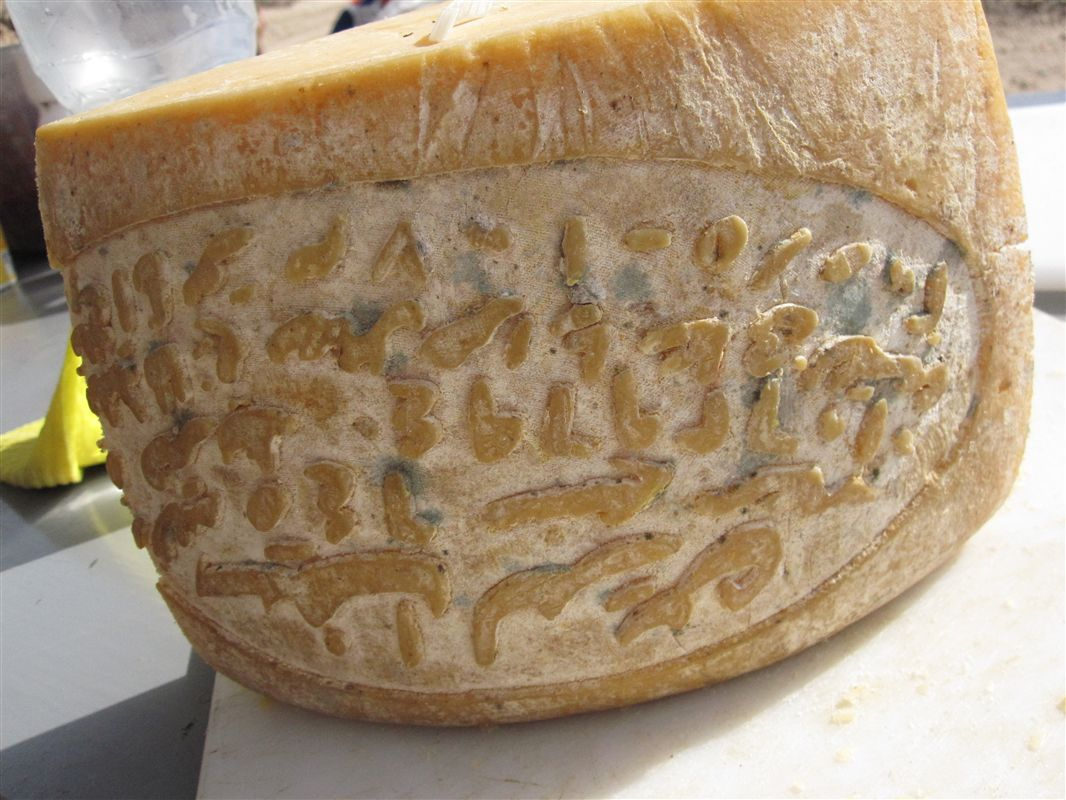
Une meule de fromage rumi
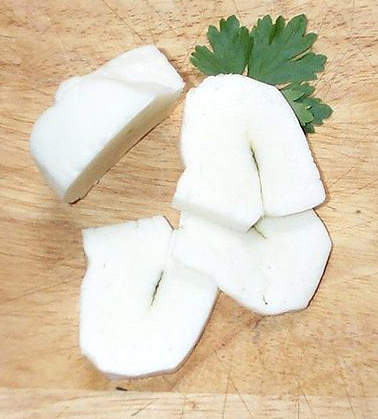
Halloumi
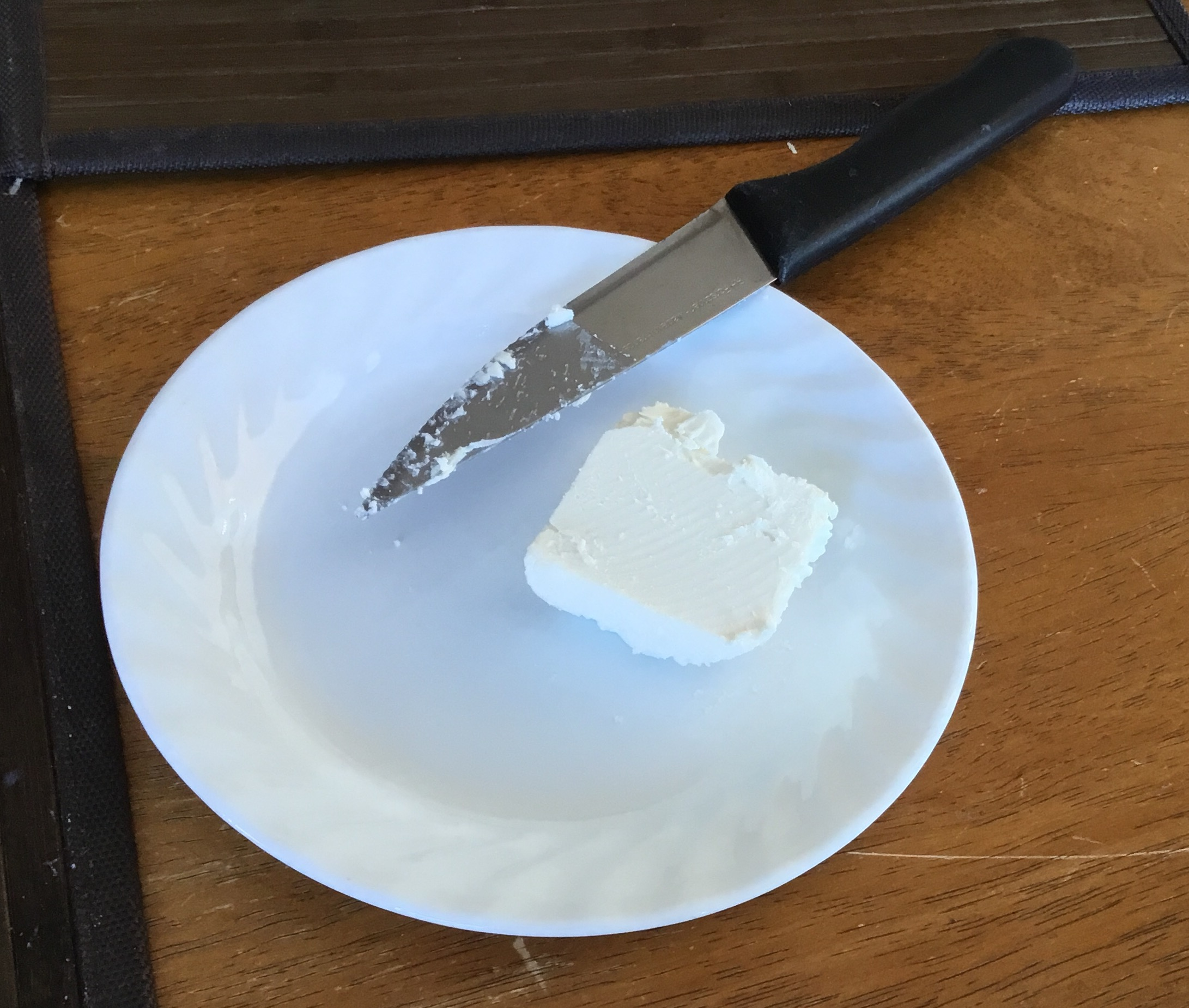
Domati
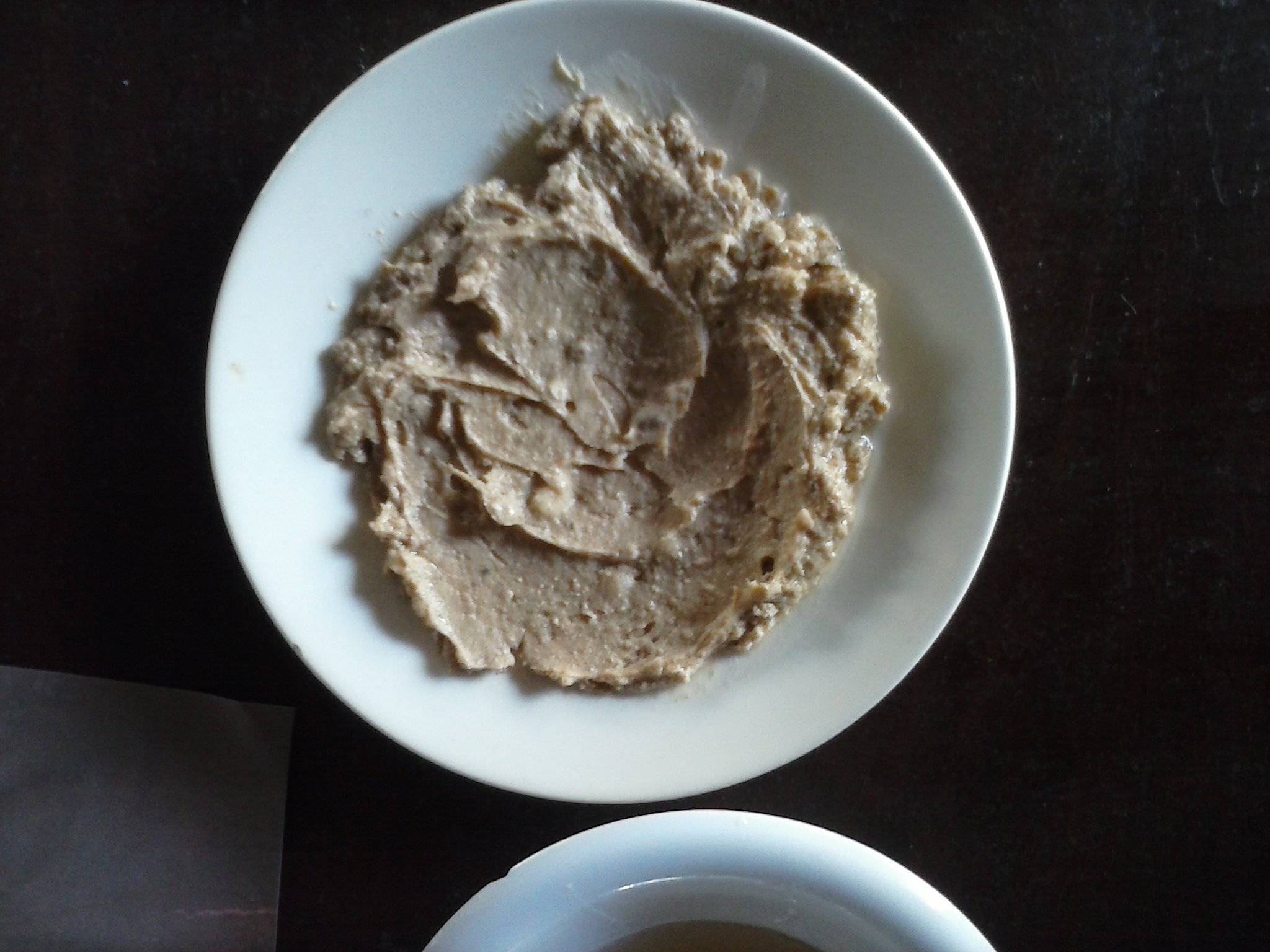
Mesh
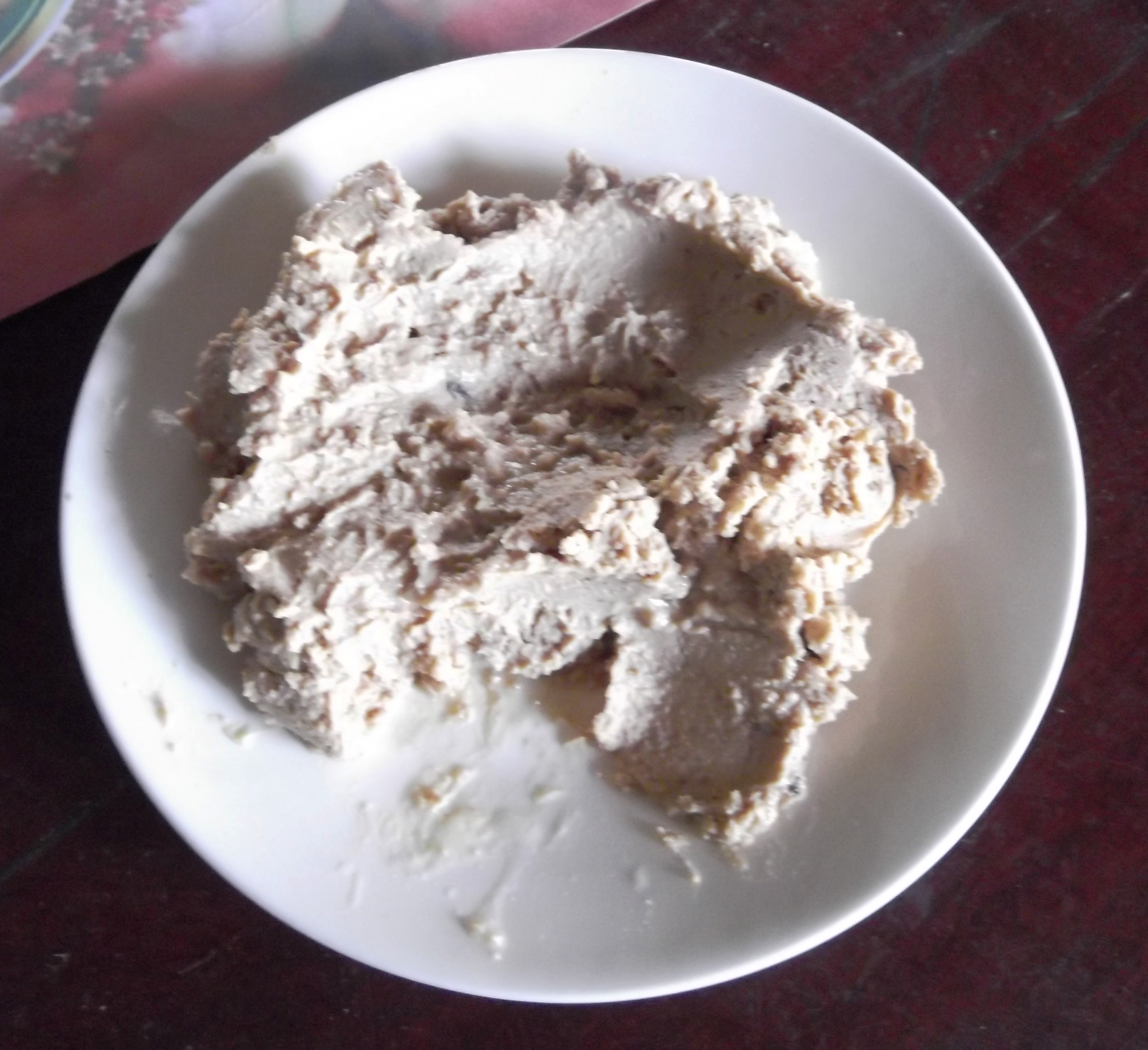
Morta

## Pains
Le pain, préparé selon une recette simple, constitue l'épine dorsale de la cuisine égyptienne. Il est consommé à presque tous les repas; un repas populaire ou rural se compose souvent de pain et de haricots. L'Atlas du patrimoine populaire égyptien, publié par le ministère de la Culture, recense plus de 60 types de pain différents en Égypte, tandis que le Musée agricole du Caire en recense plus de 40 variétés distinctes. Si de nombreuses recettes traditionnelles ont perduré, de nombreuses autres ont été remplacées par des variétés industrielles, principalement à base de farine de blé blanchie.

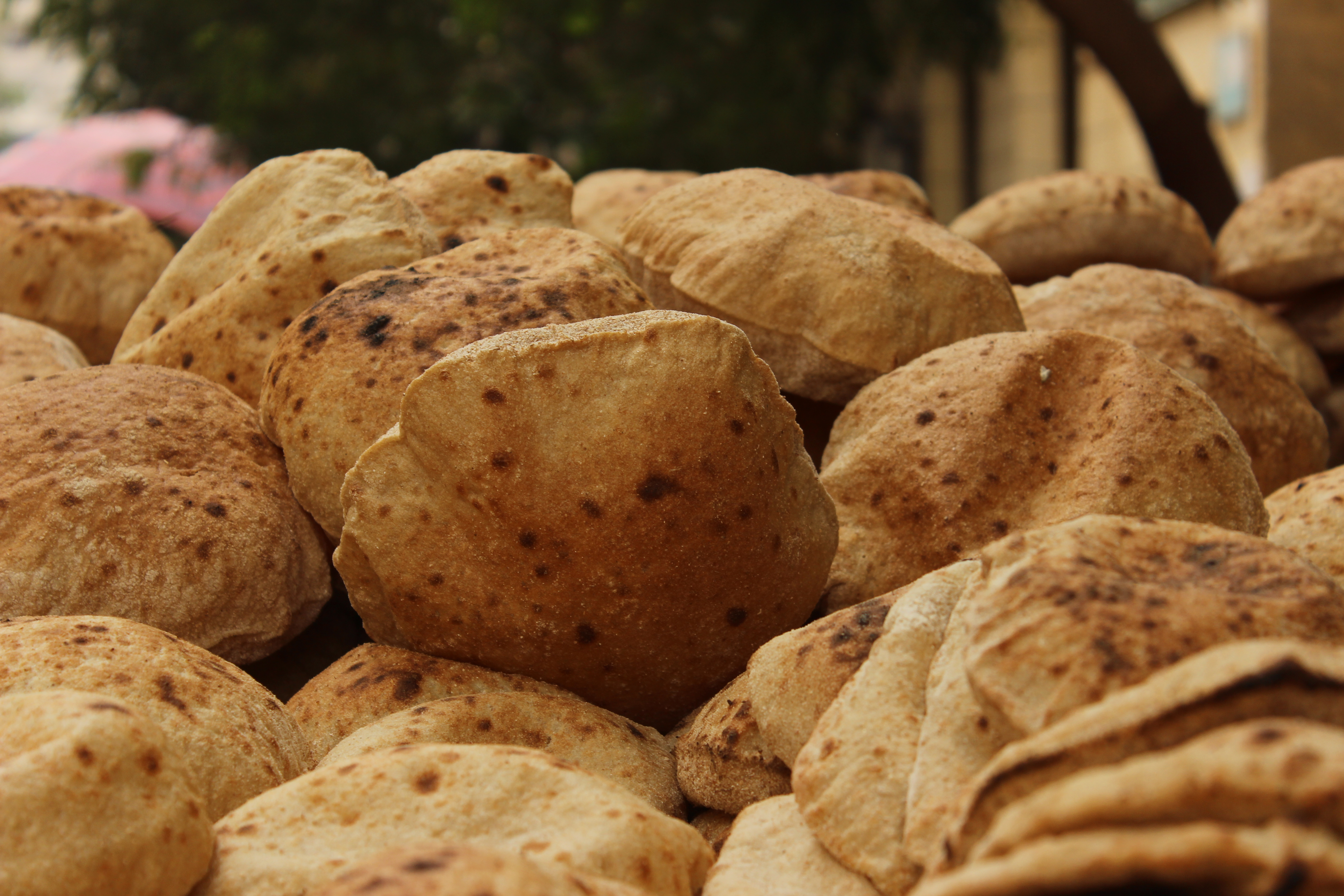
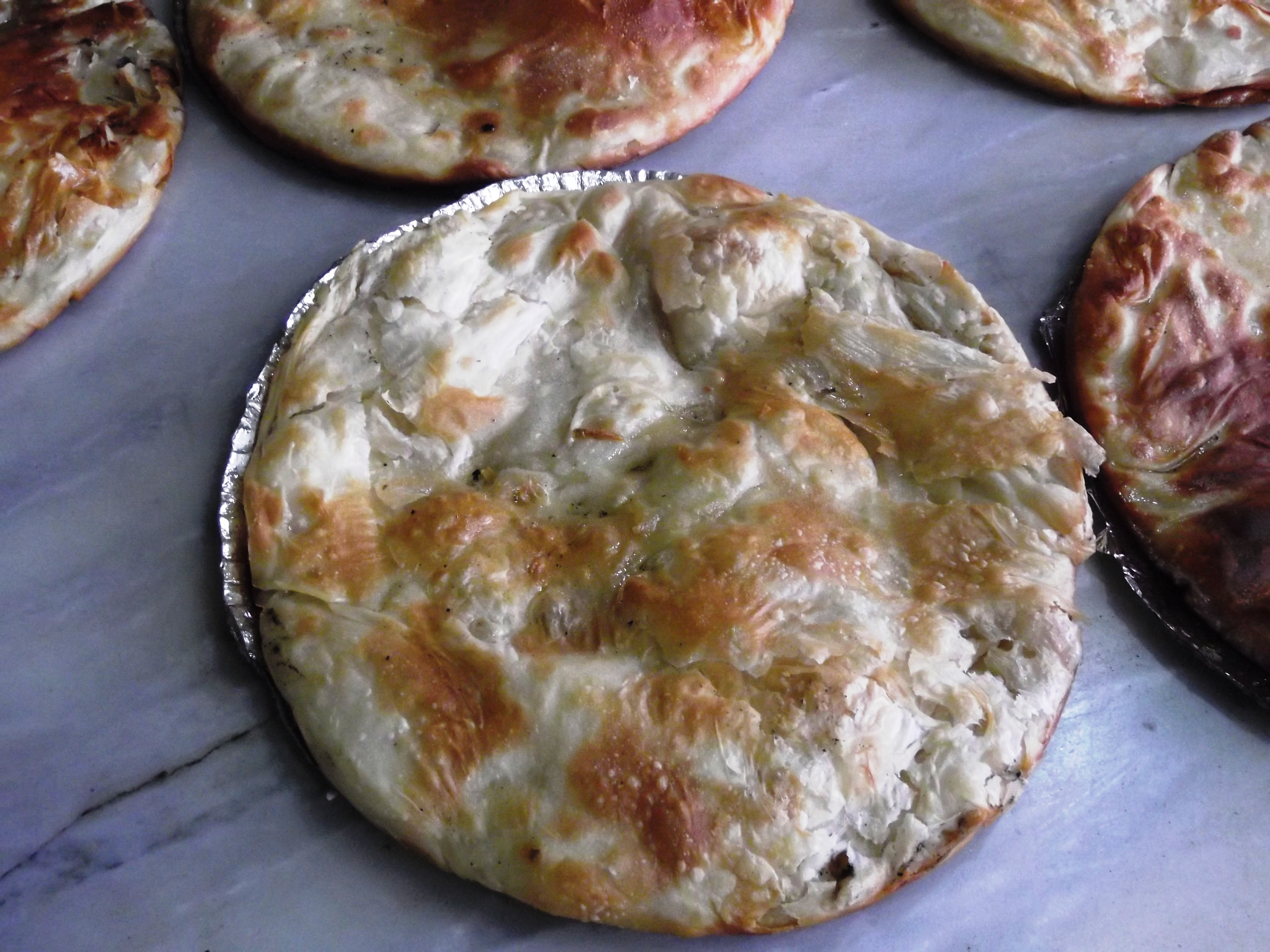
Fatir
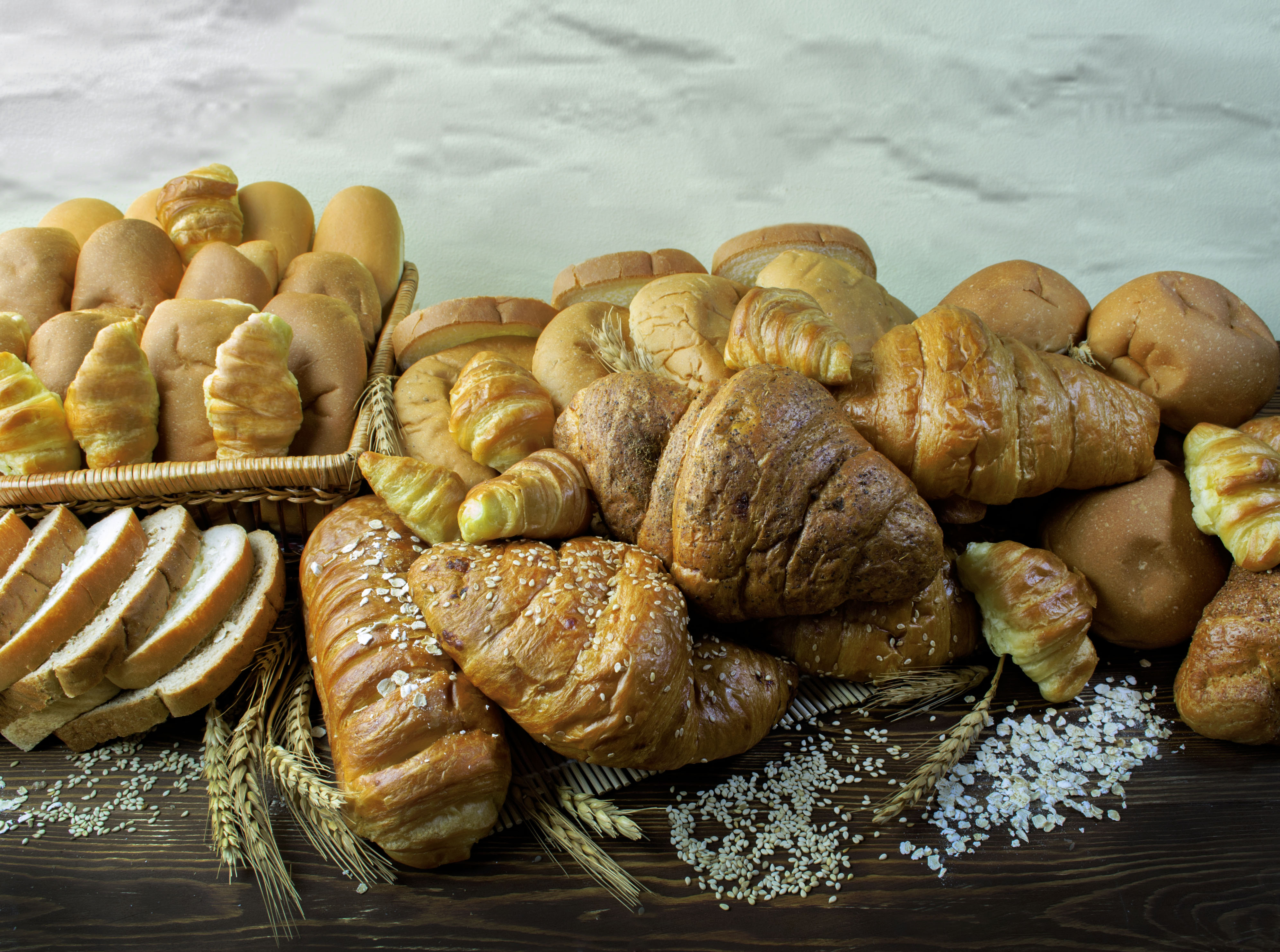
Viennoiseries
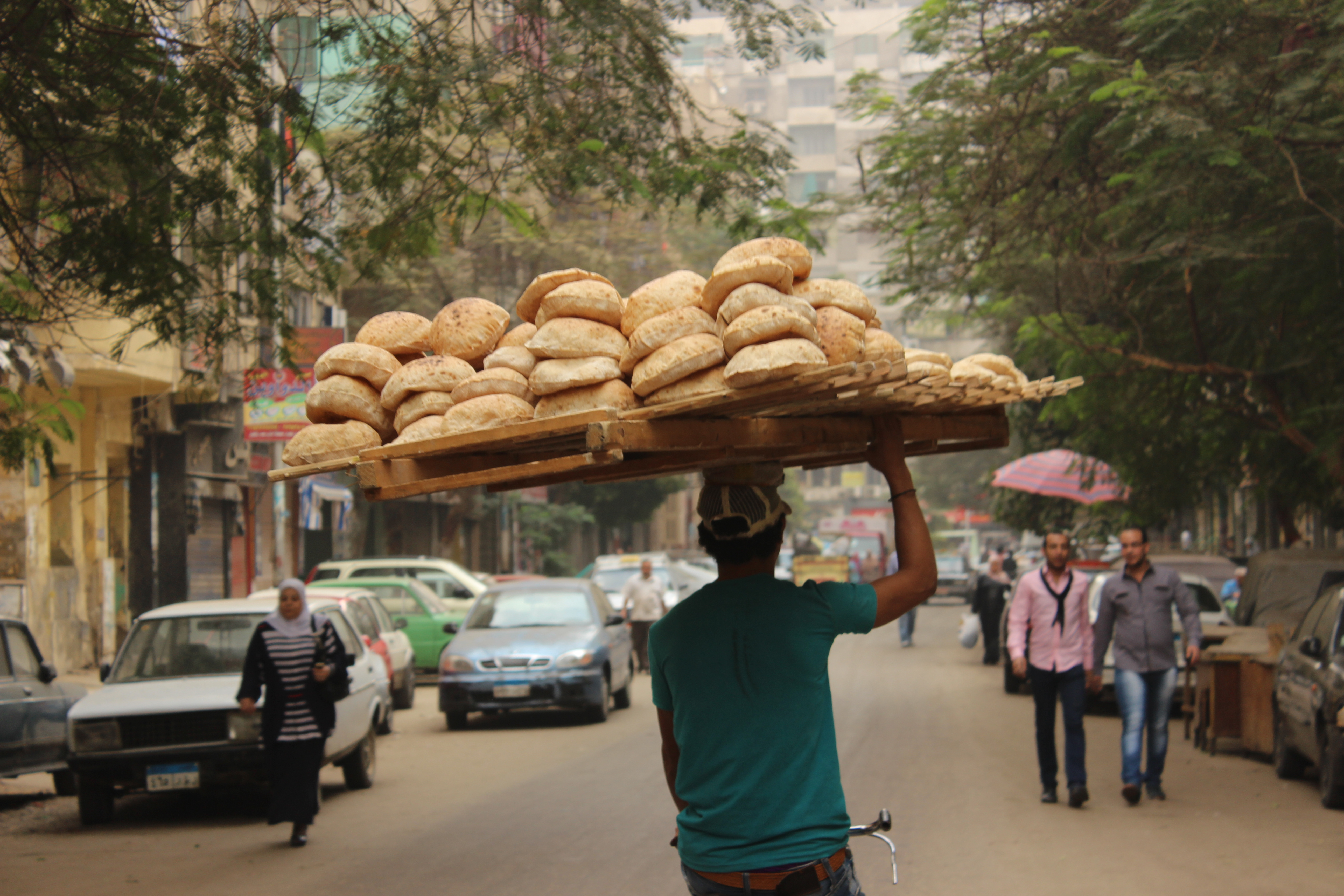
Livraison du pain

## Principaux plats
- Ataief : pâte farcie de noix ou d'amandes, frite et trempée dans le sirop.
- Babaghanouss : aubergines écrasées avec huile, vinaigre et tahina.
- Baklâva : pâte feuilletée farcie comme l'ataief, cuite au four et recouverte de sirop.

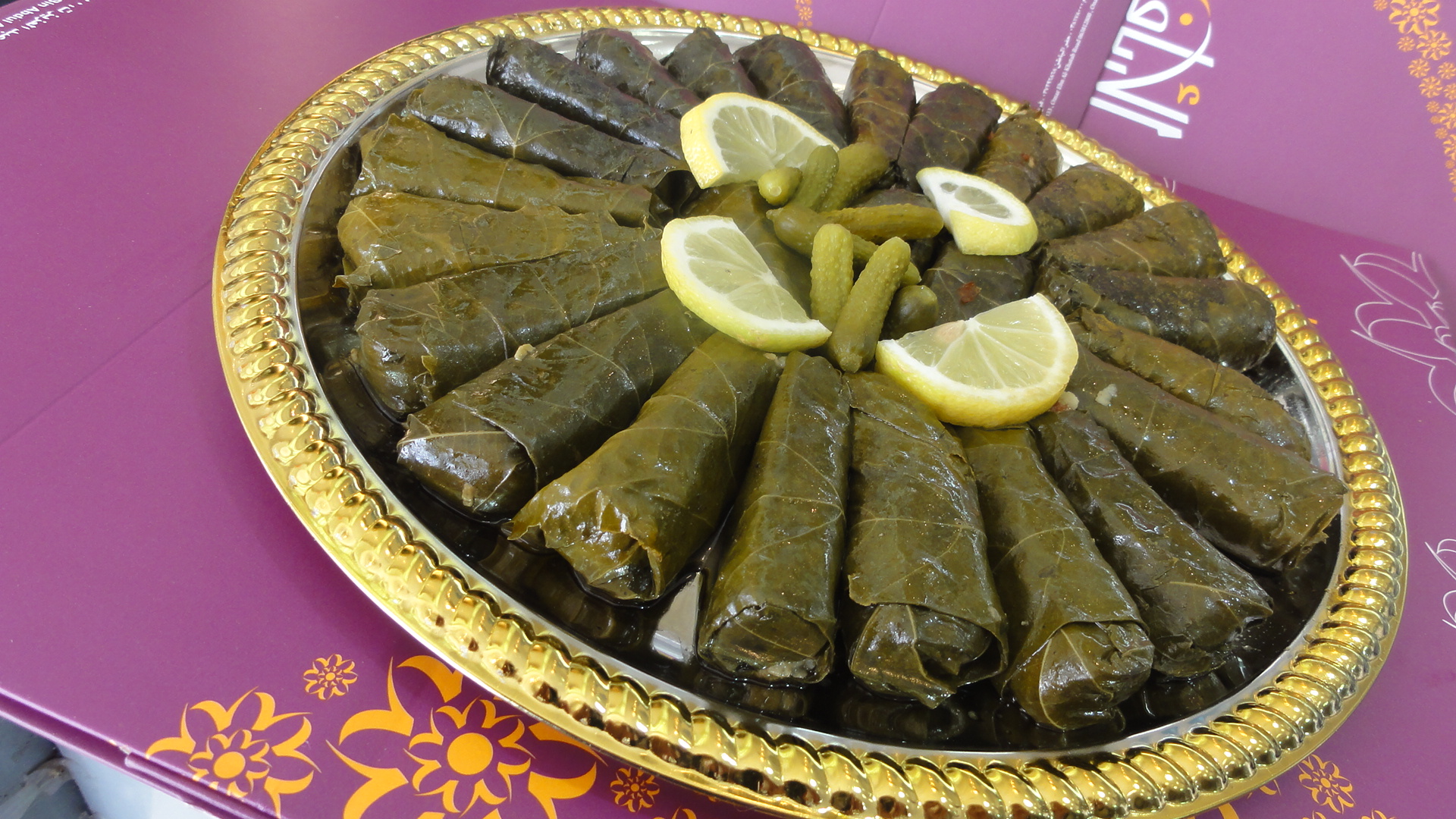
Feuilles de vigne farcies (mahshy)

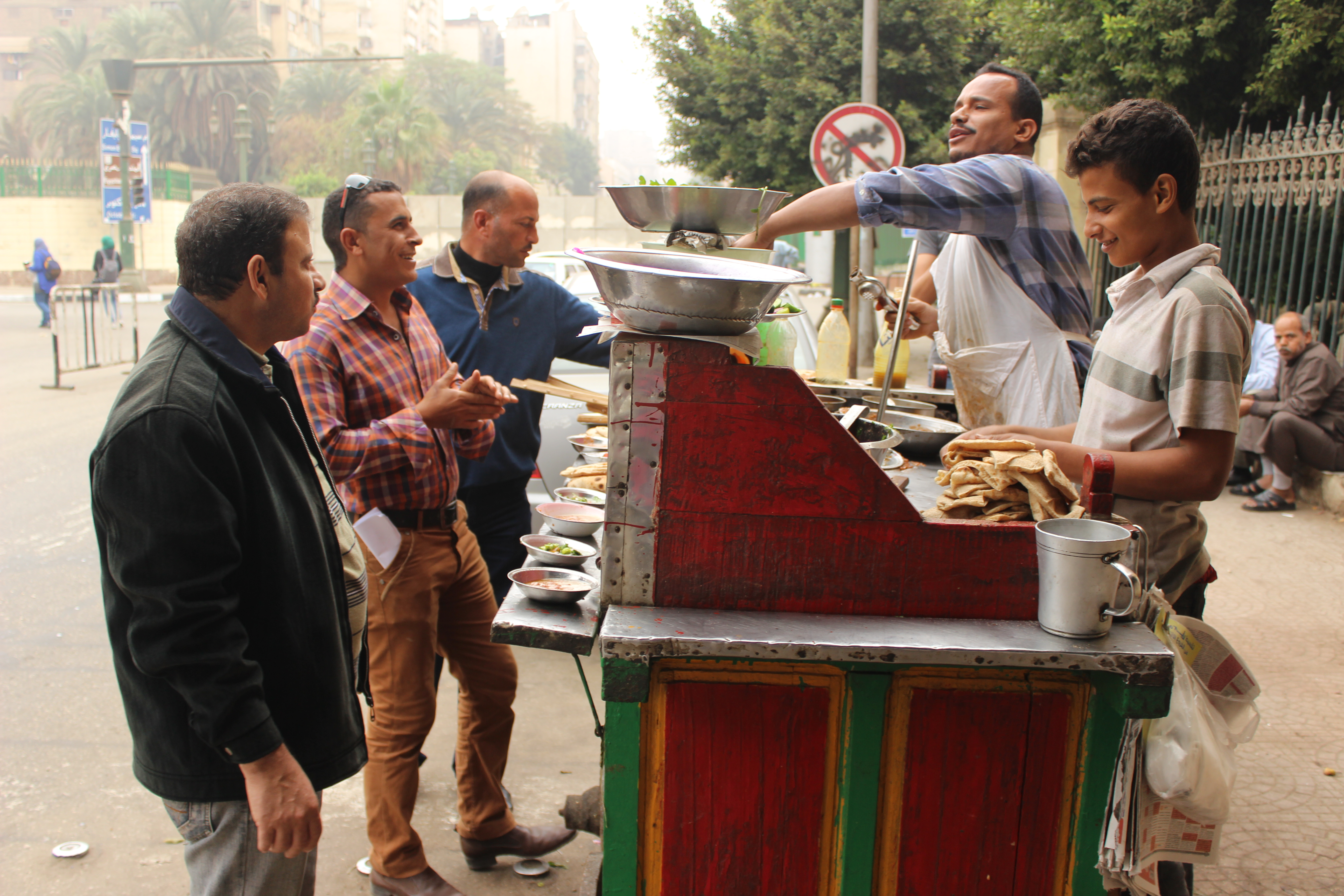
Vente de foul dans la rue

- Konafa : pâte effilée, farcie et cuisinée comme la baklâva.
- Bamiah : cornes grecques cuites à la sauce tomate.
- Coussa : courgettes découpées en rondelles cuites a la sauce tomate.
- Dolma : feuilles de vigne farcies.
- Foul moudammas : fèves sèches bouillies, servies chaudes avec huile et citron. Le foul est le plat national, il est courant de manger pour le petit déjeuner une galette abondamment garnie de foul et de falafel. Il existe mille et une manières de le cuisiner.
- Hommos : purée de pois chiches parfumée à la tahina.
- Kebâb : brochettes d'agneau servies sur du persil.
- Kalaoui : rognons grillés.
- Kofta : boulettes de viande hachée.
- Kochari : autre plat très populaire. Un mélange de macaronis, et lentilles brunes, d'oignons frits et de sauce tomate.
- Mouloukhiyya : soupe très épaisse préparée à base d'herbes du même nom, aromatisée à l'ail et servie avec du riz.
- Mahallabeya : sorte de riz au lait avec des pistaches et parfumé à l'eau de rose.
- Om'Ali : mélange de pâte feuilletée, raisins secs, amandes et lait chaud.
- Salata Baladi : salade mélangée de concombres, tomates et oignons.
- Taâmeya : boulettes frites, préparées avec de la purée de fèves.
- Tabboula : salade à base de persil, menthe, tomates, oignons.
- Tahina : pâte de sésame parfumée au citron.

## Desserts
Les desserts égyptiens ont évolué au fil des millénaires, influencés par les liens historiques du pays avec diverses civilisations, et présentent des similitudes avec ceux des autres pays de la Méditerranée orientale. Nombre d'entre eux reposent sur une combinaison d'ingrédients simples mais essentiels. Semoule, sucre, beurre et fruits à coque comme les pistaches et les amandes constituent la base de nombreuses douceurs, apportant texture et profondeur. Le sirop, souvent infusé à l'eau de rose ou à la fleur d'oranger, est un élément essentiel, apportant de l'humidité et accentuant la douceur. Les produits laitiers jouent également un rôle crucial, le lait et l'eshta étant utilisés dans les puddings et les pâtisseries feuilletées. L'utilisation de tehina dans les douceurs, comme le halawa et la basboussa, ajoute une note noisettée, tandis que le miel, le sirop et la pâte de dattes sont couramment incorporés pour la douceur. Voici quelques desserts égyptiens populaires:

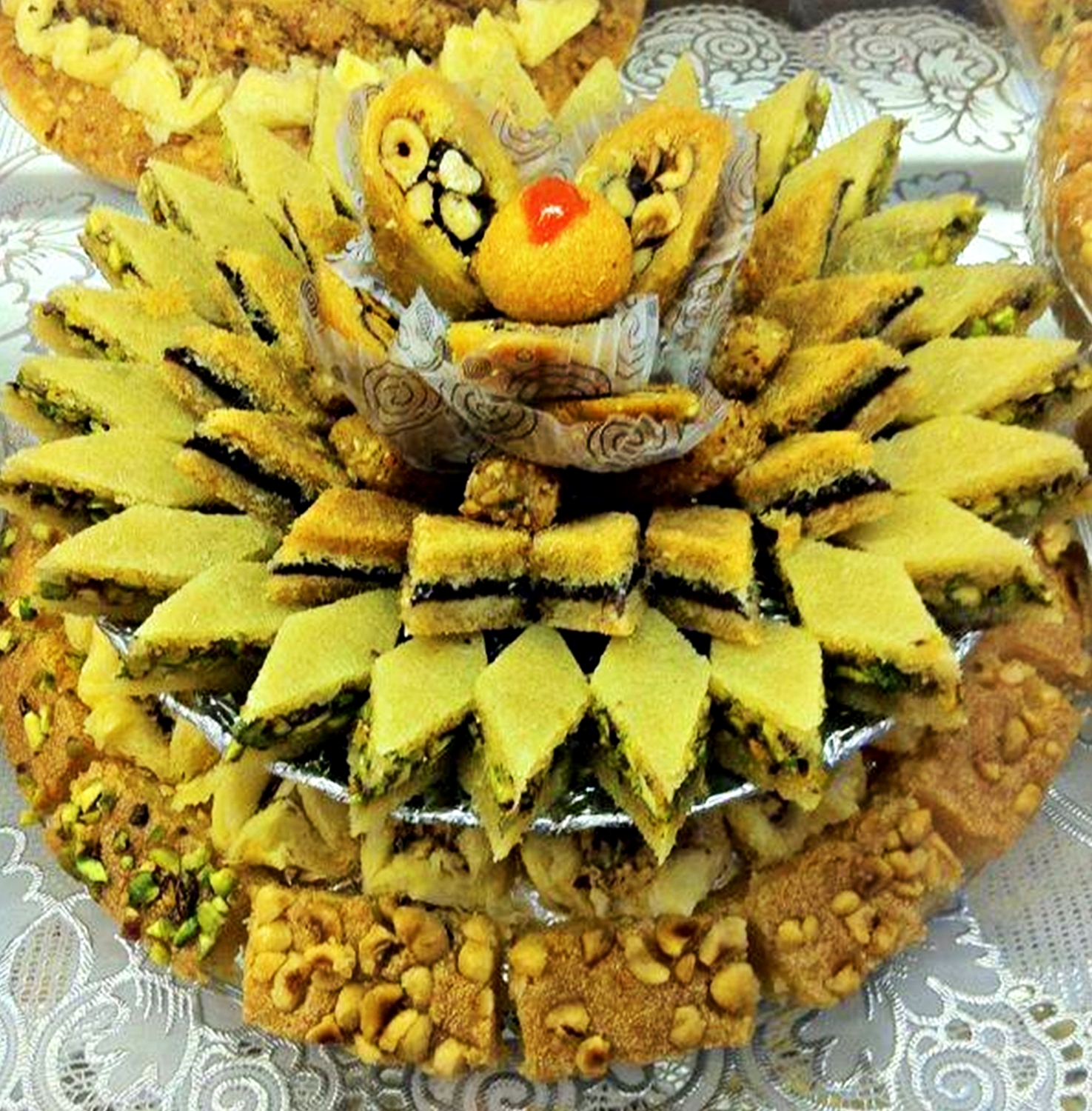
Un assortiment de desserts égyptiens traditionnels
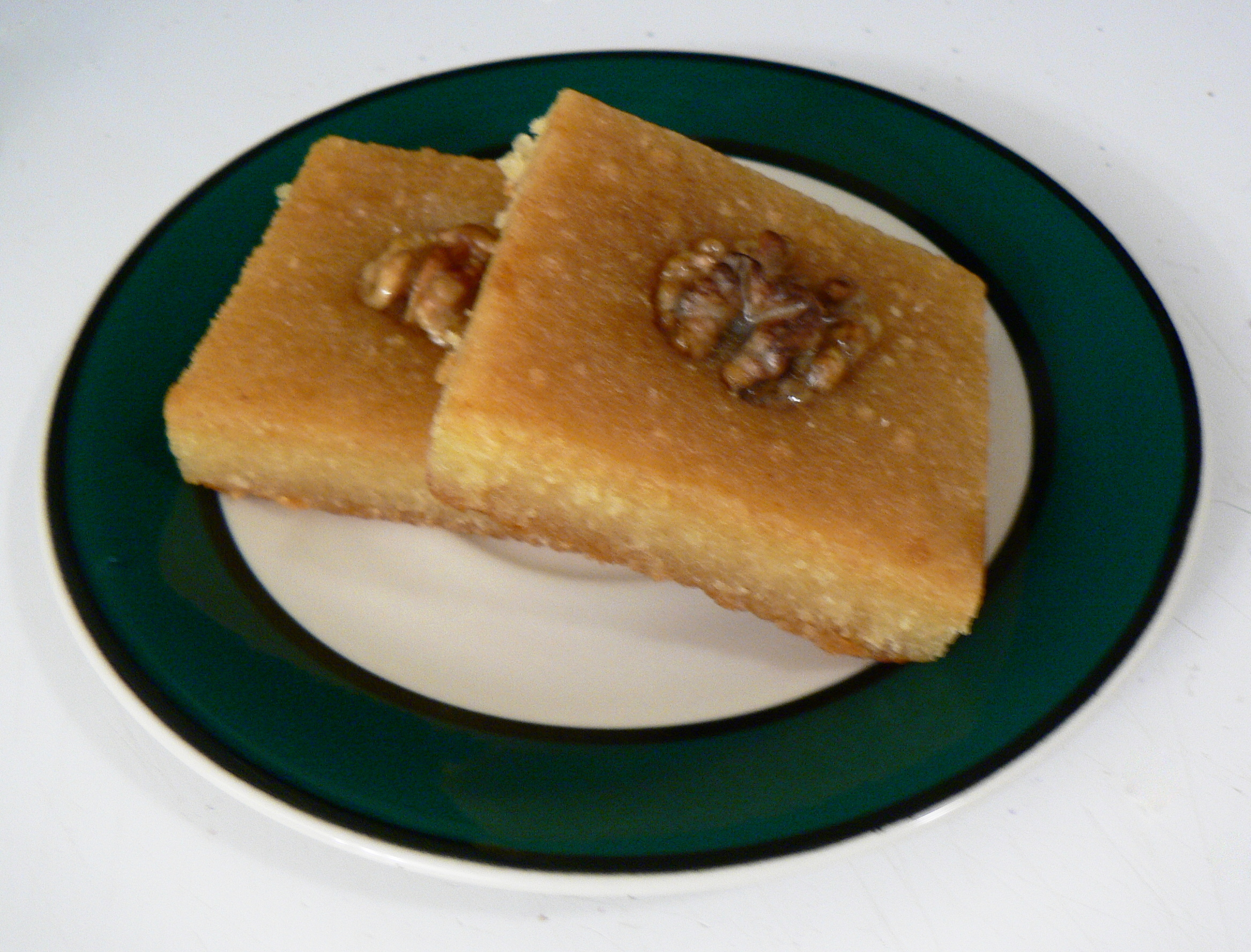
Basbousa garnie de noix
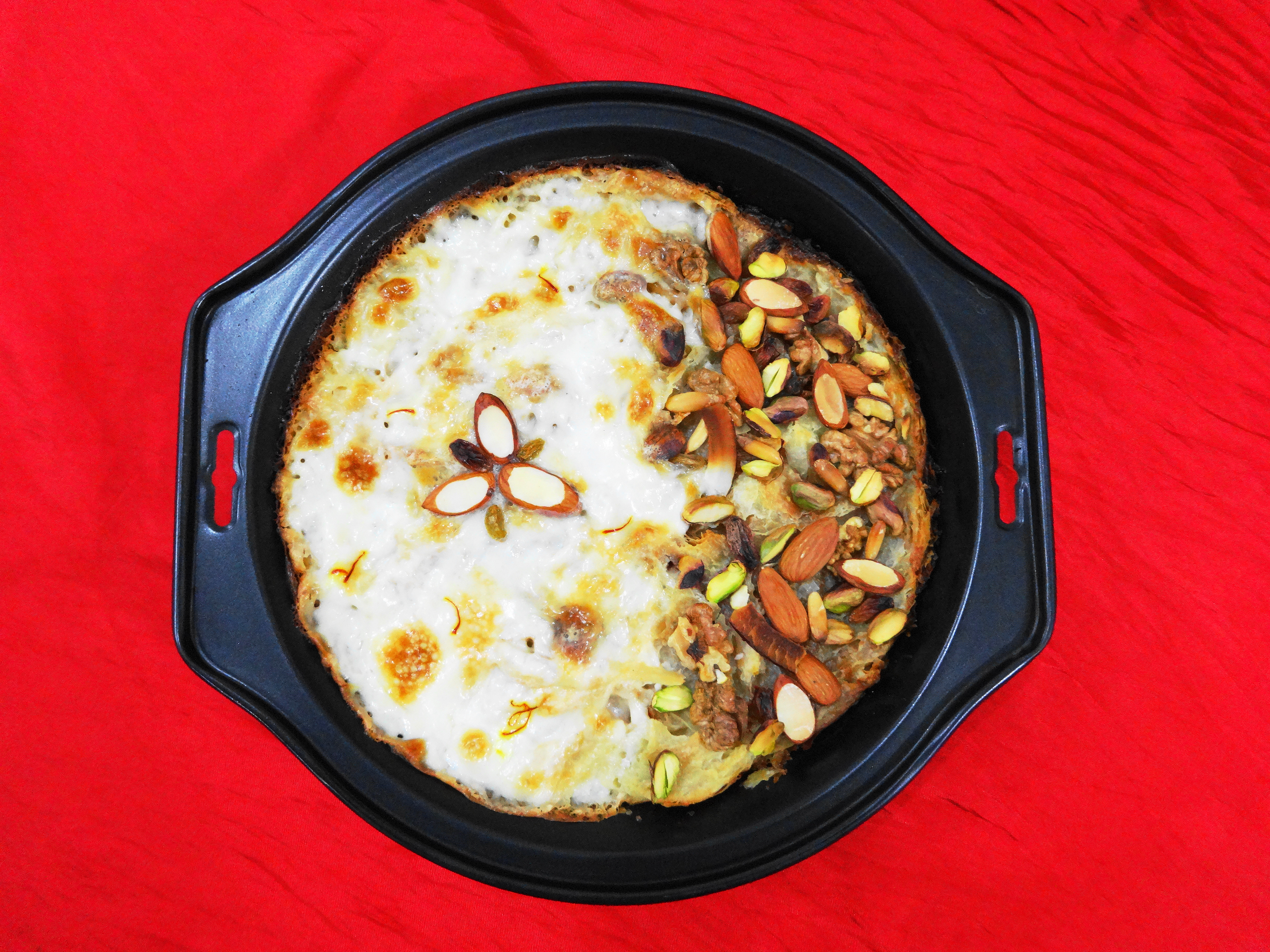
Om Ali
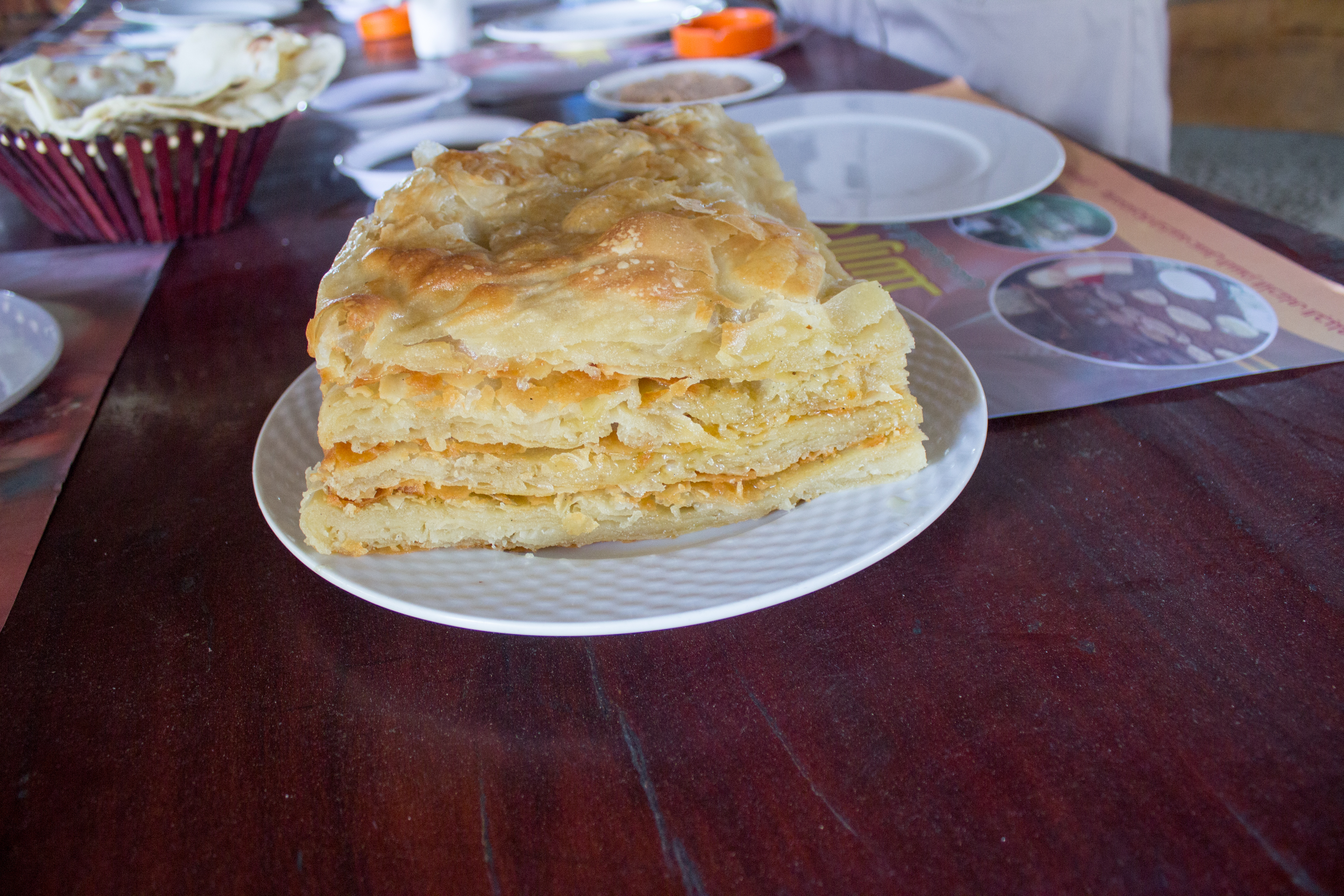
Feteer meshaltet, une pâtisserie souvent consommée en dessert en la trempant dans du miel, de la mélasse et de l'eshta
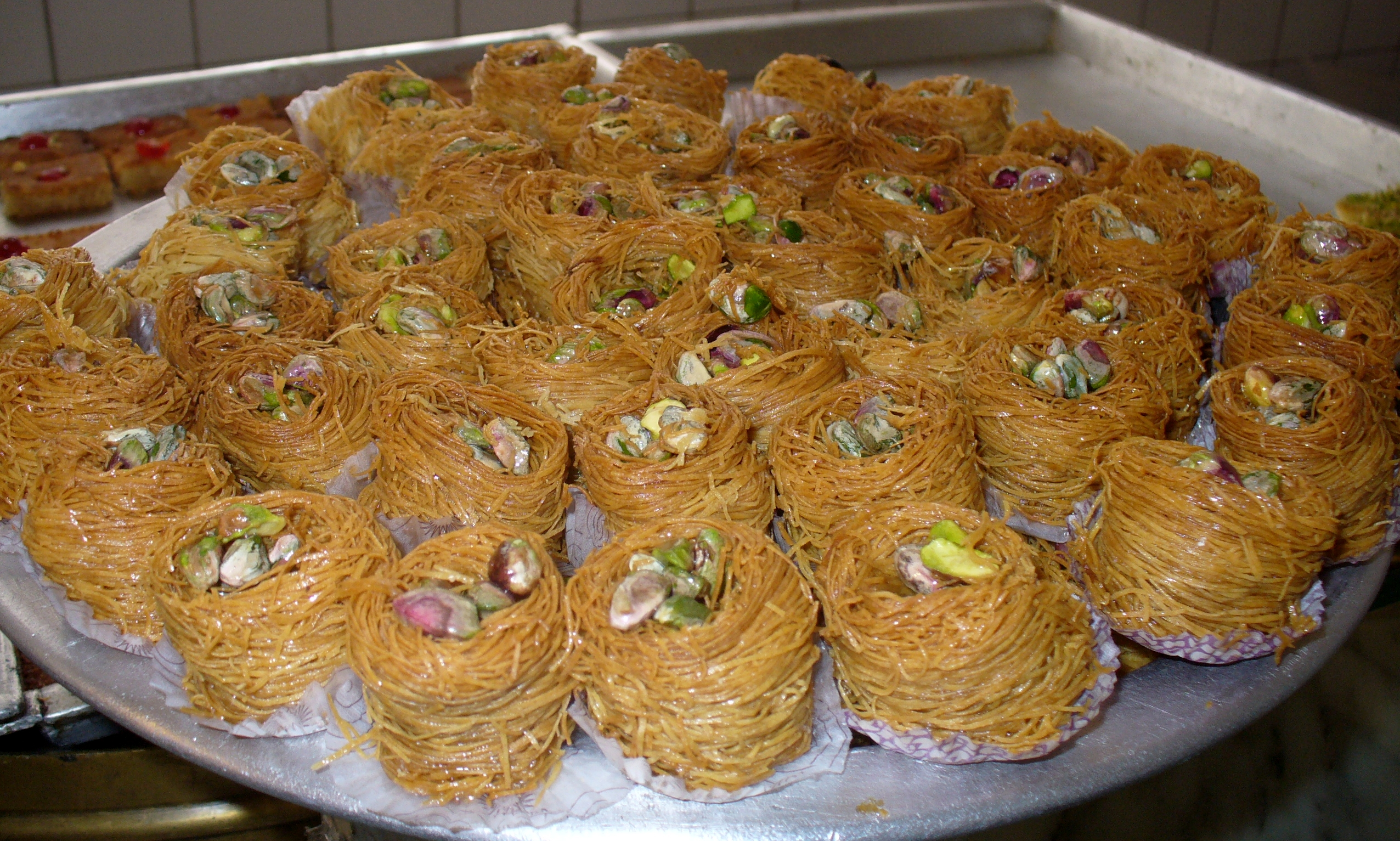
Une variante égyptienne traditionnelle de kunafa, où des brins de kunafa déchiquetés enveloppent un mélange de noix assorties et sont ensuite trempés dans du sirop sucré

## Boissons

### Thé
Le thé (شاى, shay) est la boisson nationale en Égypte, suivi de loin par le café. Le thé égyptien est uniformément noir et acide et est généralement servi dans un verre, parfois avec du lait. Le thé conditionné et vendu en Égypte est presque exclusivement importé du Kenya et du Sri Lanka. Il existe deux variétés de thé égyptien: le koshary et le sa‘idi.

### Café
Le café est considéré comme un élément traditionnel de la bienvenue en Égypte. Il est généralement préparé à la turque dans une petite cafetière, appelée kanakah (كنكه), et servi dans une petite tasse à café appelée fengan (فنجان). Le café est généralement fort et sucré à divers degrés : 'aal riha (عال ريحه), mazbout (مظبوط) et ziyada (زياده) respectivement, tandis que le café non sucré est appelé sada (ساده).

### Jus
En Égypte, le jus de canne à sucre est appelé 'asir asab (عصير اصب) et est une boisson incroyablement populaire servie par presque tous les vendeurs de jus de fruits, que l'on trouve en abondance dans la plupart des villes.
L'erq sous, un jus de réglisse, et le kharob, un jus à base de gousses de caroube, sont traditionnellement dégustés pendant le mois islamique du Ramadan, tout comme l'amar eddin, une boisson épaisse obtenue en reconstituant des feuilles d'abricot séché avec de l'eau. Les feuilles elles-mêmes sont souvent consommées comme des bonbons. Le sobia (سوبيا) est une autre boisson traditionnellement servie froide. Il s'agit d'une boisson sucrée au lait de coco, généralement vendue froide dans les magasins.
Une boisson aigre et fraîche à base de tamarin est populaire en été, appelée tamr hindi (تمر هندى). Cela se traduit littéralement par « dattes indiennes », qui est le nom arabe du tamarin.

### Boissons alcoolisées
L'islam est la religion majoritaire en Égypte, et bien que les musulmans pratiquants aient tendance à éviter la consommation d'alcool, celui-ci est facilement disponible dans le pays. La bière est de loin la boisson alcoolisée la plus populaire du pays, représentant 54 % de la consommation totale d'alcool.
Une bière appelée bouza (arabe égyptien : بوظه), à base d'orge et de pain, est consommée en Égypte depuis son apparition dans le pays, probablement dès l'époque prédynastique. Il ne s'agit pas de la même chose que la boza, une boisson alcoolisée que l'on trouve en Turquie et dans les Balkans.

L'Égypte possède une industrie viticole modeste, mais naissante. Les vins égyptiens ont acquis une certaine reconnaissance ces dernières années, ayant remporté plusieurs prix internationaux. En 2013, l'Égypte a produit 4 500 tonnes de vin, se classant au 54e rang mondial, devant la Belgique et le Royaume-Uni. La plupart des vins égyptiens sont élaborés à partir de raisins provenant de vignobles d'Alexandrie et de Moyenne-Égypte, notamment du domaine viticole Gianaclis.

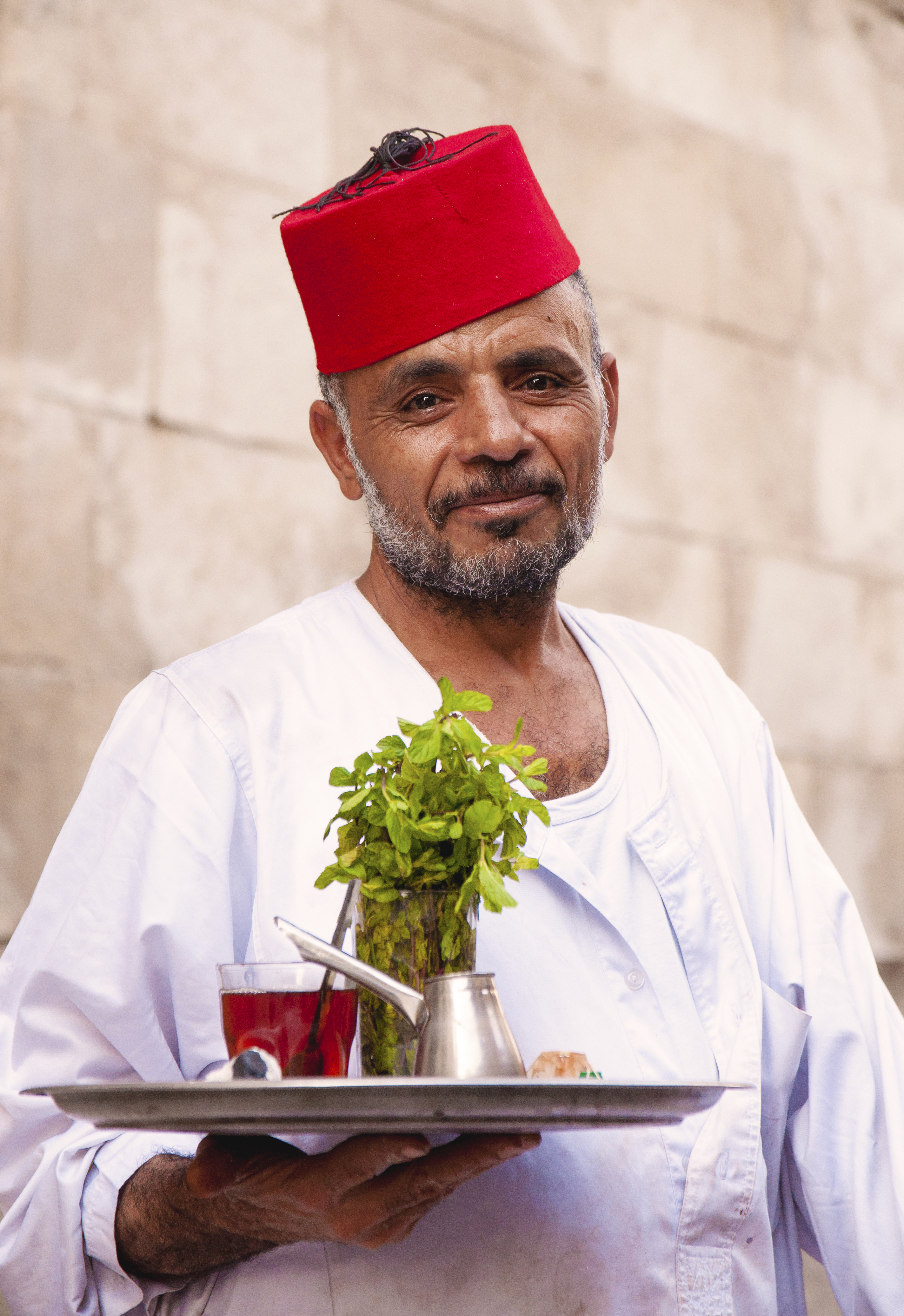
Thé à la menthe
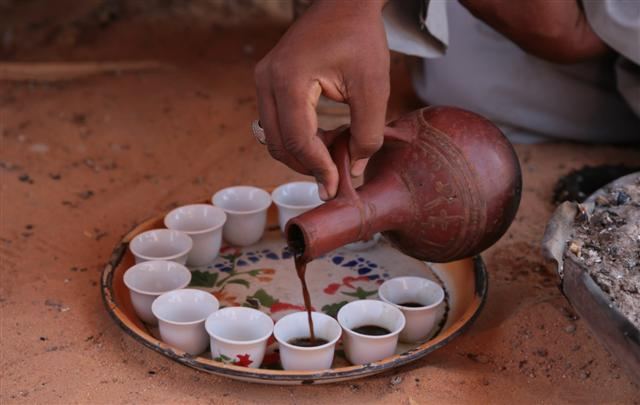
Café au gingembre
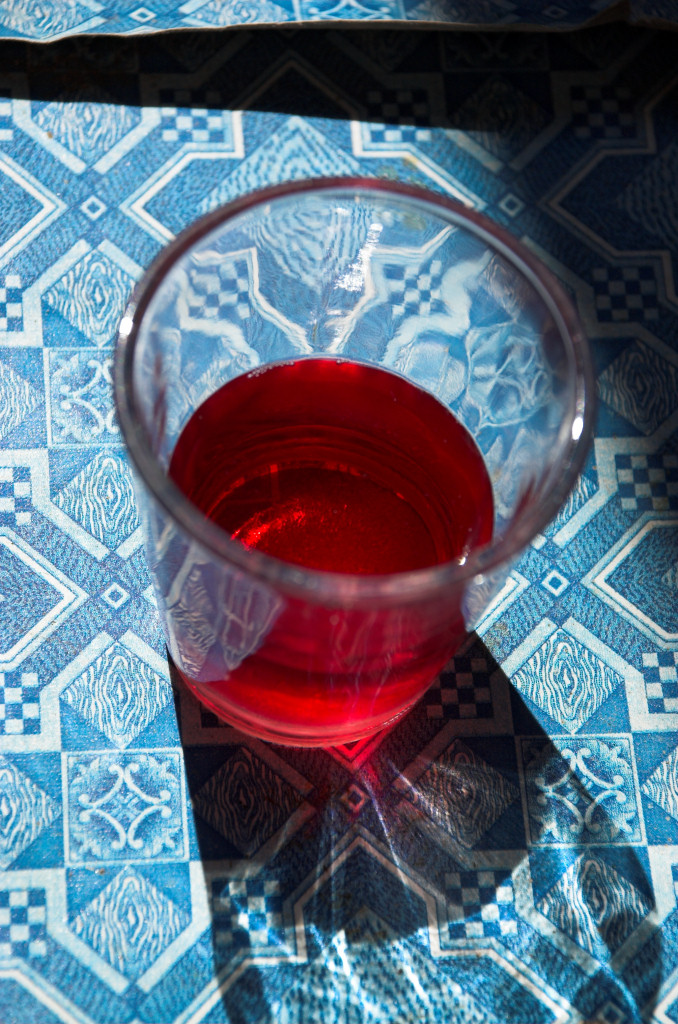
Carcadet
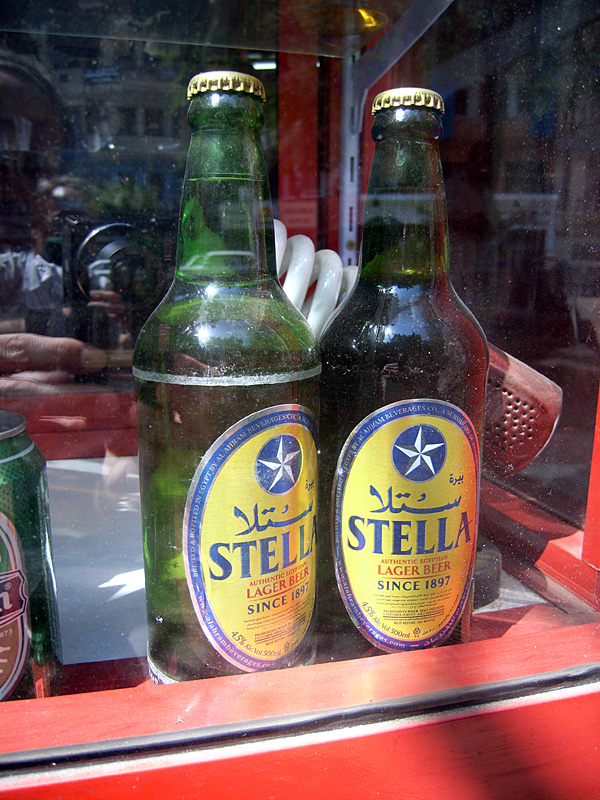
Stella Lager
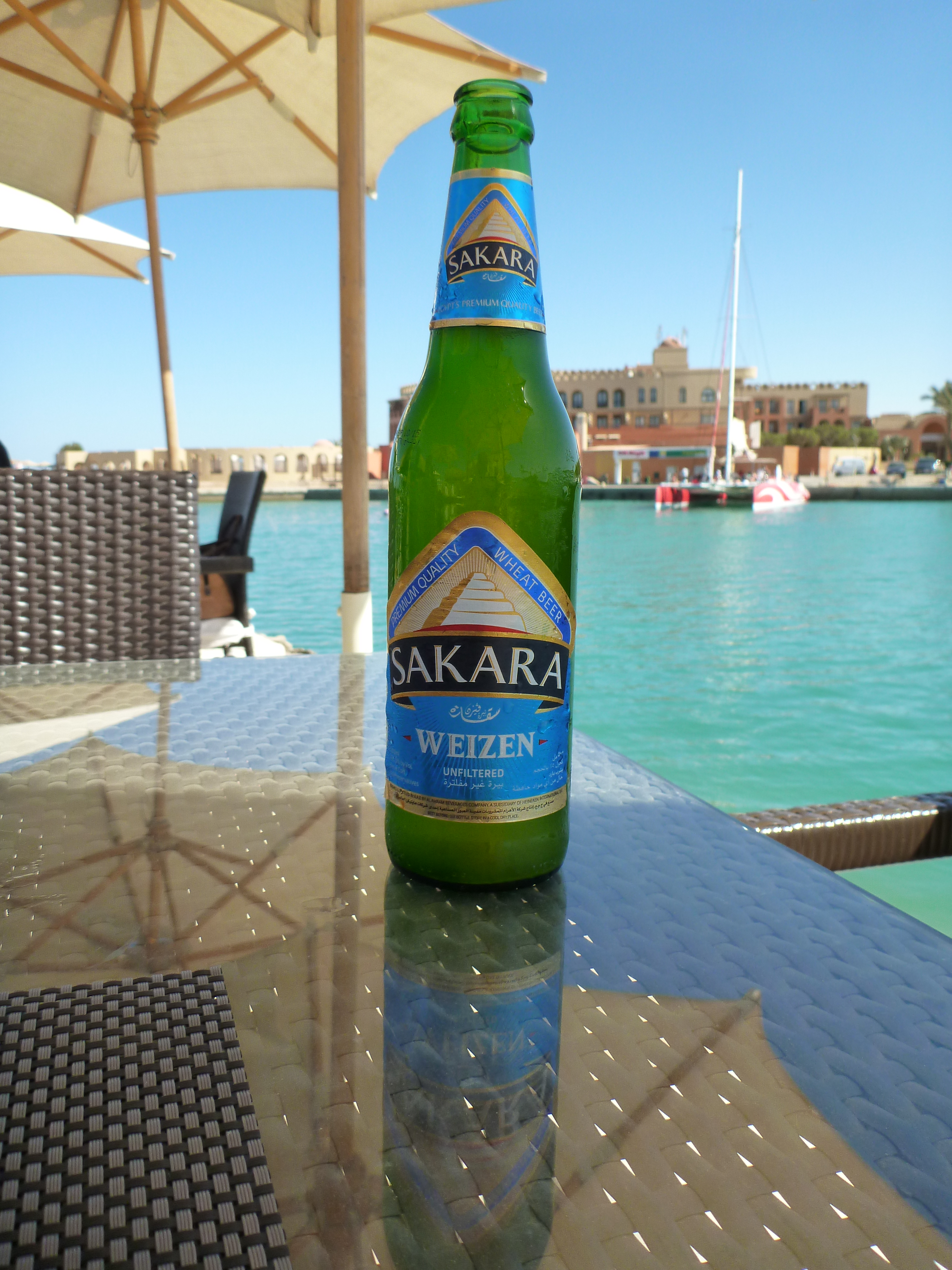
Sakara Weizen
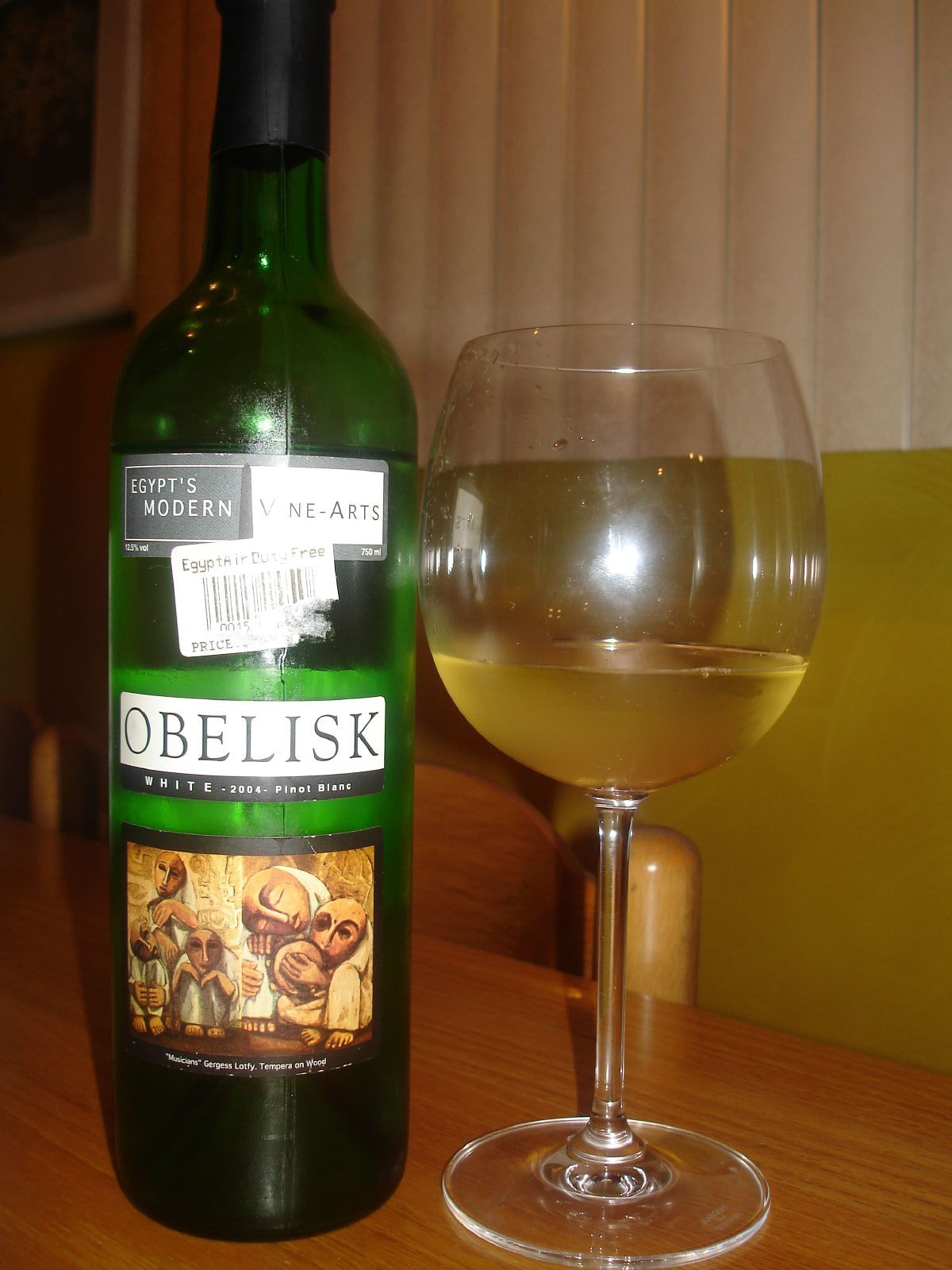
Vin blanc Obelisk